# Grand Prix Monako 2015
Grand Prix Monako 2015 (oficjalnie Formula 1 Grand Prix de Monaco 2015) – szósta eliminacja Mistrzostw Świata Formuły 1 w sezonie 2015. Grand Prix odbyło się w dniach 21–24 maja 2015 roku na torze Circuit de Monaco w Monte Carlo.

## Lista startowa
Źródło: Wyprzedź Mnie!
| Nr | Kierowca         | Zespół                        | Samochód               | Silnik                         | Opony |
| -- | ---------------- | ----------------------------- | ---------------------- | ------------------------------ | ----- |
| 3  | Daniel Ricciardo | Infiniti Red Bull Racing      | Red Bull RB11          | Renault Energy F1-2015 1.6T V6 | P     |
| 5  | Sebastian Vettel | Scuderia Ferrari              | Ferrari SF15-T         | Ferrari 059/4 1.6T V6          | P     |
| 6  | Nico Rosberg     | Mercedes AMG Petronas F1 Team | Mercedes F1 W06 Hybrid | Mercedes-Benz PU106B 1.6T V6   | P     |
| 7  | Kimi Räikkönen   | Scuderia Ferrari              | Ferrari SF15-T         | Ferrari 059/4 1.6T V6          | P     |
| 8  | Romain Grosjean  | Lotus F1 Team                 | Lotus E23 Hybrid       | Mercedes-Benz PU106B 1.6T V6   | P     |
| 9  | Marcus Ericsson  | Sauber F1 Team                | Sauber C34             | Ferrari 059/4 1.6T V6          | P     |
| 11 | Sergio Pérez     | Sahara Force India F1 Team    | Force India VJM08      | Mercedes-Benz PU106B 1.6T V6   | P     |
| 12 | Felipe Nasr      | Sauber F1 Team                | Sauber C34             | Ferrari 059/4 1.6T V6          | P     |
| 13 | Pastor Maldonado | Lotus F1 Team                 | Lotus E23 Hybrid       | Mercedes-Benz PU106B 1.6T V6   | P     |
| 14 | Fernando Alonso  | McLaren Mercedes              | McLaren MP4-30         | Honda RA615H 1.6T V6           | P     |
| 19 | Felipe Massa     | Williams Martini Racing       | Williams FW37          | Mercedes-Benz PU106B 1.6T V6   | P     |
| 22 | Jenson Button    | McLaren Mercedes              | McLaren MP4-30         | Honda RA615H 1.6T V6           | P     |
| 26 | Daniił Kwiat     | Infiniti Red Bull Racing      | Red Bull RB11          | Renault Energy F1-2015 1.6T V6 | P     |
| 27 | Nico Hülkenberg  | Sahara Force India F1 Team    | Force India VJM08      | Mercedes-Benz PU106B 1.6T V6   | P     |
| 28 | Will Stevens     | Manor Marussia F1 Team        | Marussia MR03B         | Ferrari 059/3 1.6T V6          | P     |
| 33 | Max Verstappen   | Scuderia Toro Rosso           | Toro Rosso STR10       | Renault Energy F1-2015 1.6T V6 | P     |
| 44 | Lewis Hamilton   | Mercedes AMG Petronas F1 Team | Mercedes F1 W06 Hybrid | Mercedes-Benz PU106B 1.6T V6   | P     |
| 55 | Carlos Sainz Jr. | Scuderia Toro Rosso           | Toro Rosso STR10       | Renault Energy F1-2015 1.6T V6 | P     |
| 77 | Valtteri Bottas  | Williams Martini Racing       | Williams FW37          | Mercedes-Benz PU106B 1.6T V6   | P     |
| 98 | Roberto Merhi    | Manor Marussia F1 Team        | Marussia MR03B         | Ferrari 059/3 1.6T V6          | P     |
| Nr | Kierowca         | Zespół                        | Samochód               | Silnik                         | Opony |

## Wyniki

### Sesje treningowe
Źródło: Wyprzedź Mnie!
| Sesja | Nr | Kierowca         | Konstruktor | Czas     | Okr. |
| ----- | -- | ---------------- | ----------- | -------- | ---- |
| 1     | 44 | Lewis Hamilton   | Mercedes    | 1:18,750 | 49   |
| 2     | 44 | Lewis Hamilton   | Mercedes    | 1:17,192 | 12   |
| 3     | 5  | Sebastian Vettel | Ferrari     | 1:16,143 | 26   |

### Kwalifikacje
Źródło: Wyprzedź Mnie!
| Poz. | Nr | Kierowca         | Konstruktor          | Q1       | Q2       | Q3       | Poz. s. |
| --- | --- | ---------------- | -------------------- | -------- | -------- | -------- | ------- |
| 1 | 44 | Lewis Hamilton   | Mercedes             | 1:16,588 | 1:15,864 | 1:15,098 | 1       |
| 2 | 6 | Nico Rosberg     | Mercedes             | 1:16,528 | 1:15,471 | 1:15,439 | 2       |
| 3 | 5 | Sebastian Vettel | Ferrari              | 1:17,502 | 1:16,181 | 1:15,849 | 3       |
| 4 | 3 | Daniel Ricciardo | Red Bull–Renault     | 1:17,254 | 1:16,706 | 1:16,041 | 4       |
| 5 | 26 | Daniił Kwiat     | Red Bull–Renault     | 1:16,845 | 1:16,453 | 1:16,182 | 5       |
| 6 | 7 | Kimi Räikkönen   | Ferrari              | 1:17,660 | 1:16,440 | 1:16,427 | 6       |
| 7 | 11 | Sergio Pérez     | Force India–Mercedes | 1:17,376 | 1:16,999 | 1:16,808 | 7       |
| 8 | 55 | Carlos Sainz Jr. | Toro Rosso–Renault   | 1:17,246 | 1:16,762 | 1:16,931 | PIT     |
| 9 | 13 | Pastor Maldonado | Lotus–Mercedes       | 1:17,630 | 1:16,775 | 1:16,946 | 8       |
| 10 | 33 | Max Verstappen   | Toro Rosso–Renault   | 1:16,750 | 1:16,546 | 1:16,546 | 9       |
| 11 | 8 | Romain Grosjean  | Lotus–Mercedes       | 1:17,767 | 1:17,007 | –        | 15      |
| 12 | 22 | Jenson Button    | McLaren–Honda        | 1:17,492 | 1:17,093 | –        | 10      |
| 13 | 27 | Nico Hülkenberg  | Force India–Mercedes | 1:17,552 | 1:17,193 | –        | 11      |
| 14 | 19 | Felipe Massa     | Williams–Mercedes    | 1:17,679 | 1:17,278 | –        | 12      |
| 15 | 14 | Fernando Alonso  | McLaren–Honda        | 1:17,778 | 1:26,632 | –        | 13      |
| 16 | 12 | Felipe Nasr      | Sauber–Ferrari       | 1:18,101 | –        | –        | 14      |
| 17 | 77 | Valtteri Bottas  | Williams–Mercedes    | 1:18,434 | –        | –        | 16      |
| 18 | 9 | Marcus Ericsson  | Sauber–Ferrari       | 1:18,513 | –        | –        | 17      |
| 19 | 28 | Will Stevens     | Marussia–Ferrari     | 1:20,655 | –        | –        | 18      |
| 20 | 98 | Roberto Merhi    | Marussia–Ferrari     | 1:20,904 | –        | –        | 19      |
| Poz. | Nr | Kierowca         | Konstruktor          | Q1       | Q2       | Q3       | Poz. s. |
| \| Legenda \| Legenda \| \| ------------------------ \| ---------------------------------------------------------------------------------------------------------------------------------------------------------------------------------------------------------------------------------------------------------------- \| \| Poz. Nr Q1 Q2 Q3 Poz. s. \| Pozycja zajęta w sesji kwalifikacyjnej Numer startowy kierowcy Wynik uzyskany w pierwszej części kwalifikacji Wynik uzyskany w drugiej części kwalifikacji Wynik uzyskany w trzeciej części kwalifikacji Pozycja startowa po uwzględnięniu kar, przesunięć, itp. \| | |                  |                      |          |          |          |         |
| Legenda | |                  |                      |          |          |          |         |
| Poz. Nr Q1 Q2 Q3 Poz. s. | Pozycja zajęta w sesji kwalifikacyjnej Numer startowy kierowcy Wynik uzyskany w pierwszej części kwalifikacji Wynik uzyskany w drugiej części kwalifikacji Wynik uzyskany w trzeciej części kwalifikacji Pozycja startowa po uwzględnięniu kar, przesunięć, itp. |                  |                      |          |          |          |         |

### Wyścig

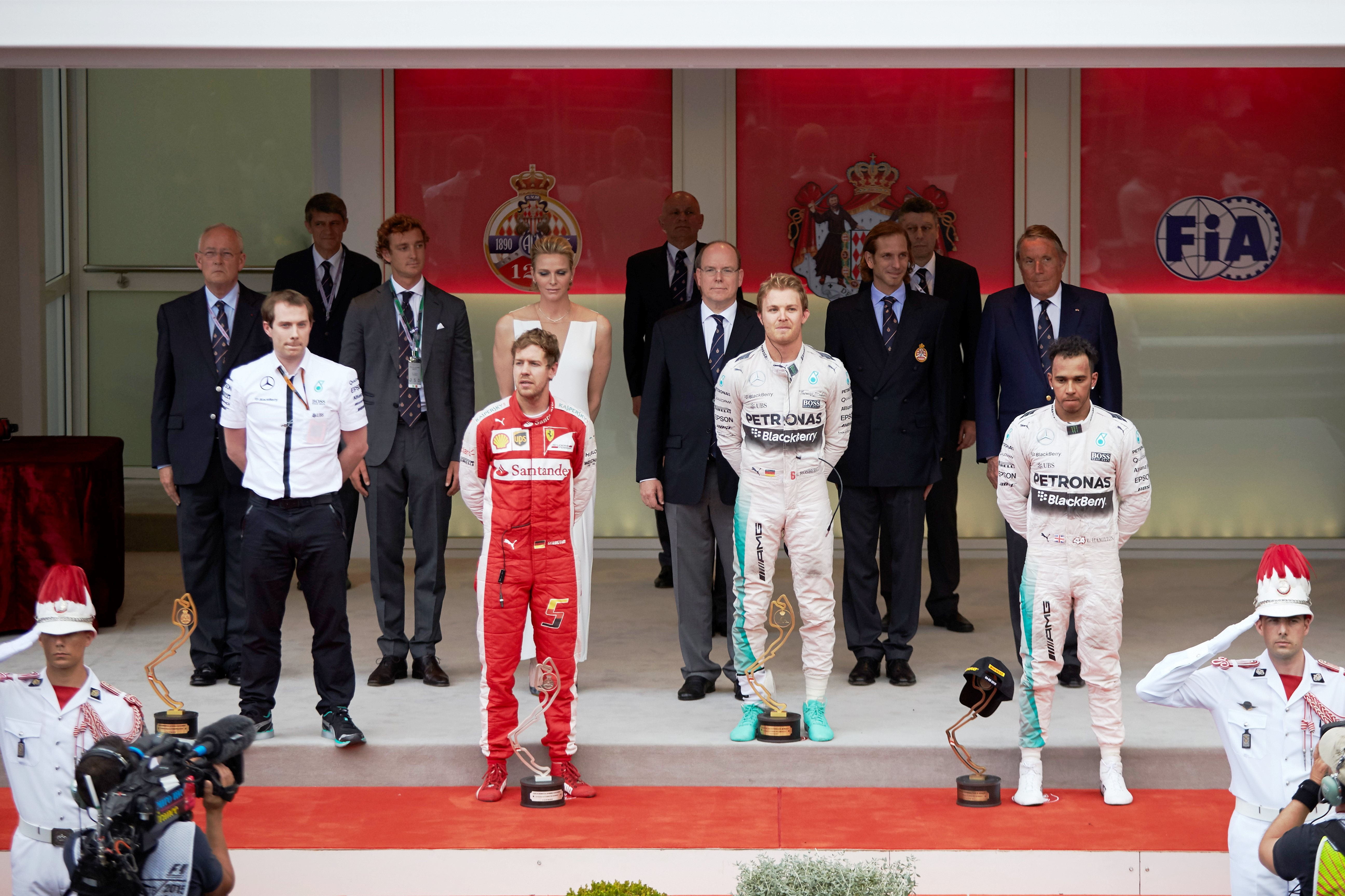
Sebastian Vettel, Nico Rosberg, Lewis Hamilton i Albert II Grimaldi na podium po wyścigu

Źródło: Wyprzedź Mnie!
| P                 | + / –     | Nr | Kierowca         | Konstruktor          | Okr. | Czas / Strata    | Komentarz            |
| ----------------- | --------- | -- | ---------------- | -------------------- | ---- | ---------------- | -------------------- |
| 1                 | 1         | 6  | Nico Rosberg     | Mercedes             | 78   | 1h49m18,420      |                      |
| 2                 | 1         | 5  | Sebastian Vettel | Ferrari              | 78   | +0:04,486        |                      |
| 3                 | 2         | 44 | Lewis Hamilton   | Mercedes             | 78   | +0:06,053        |                      |
| 4                 | 1         | 26 | Daniił Kwiat     | Red Bull–Renault     | 78   | +0:11,965        |                      |
| 5                 | 1         | 3  | Daniel Ricciardo | Red Bull–Renault     | 78   | +0:13,608        |                      |
| 6                 | Bez zmian | 7  | Kimi Räikkönen   | Ferrari              | 78   | +0:14,345        |                      |
| 7                 | Bez zmian | 11 | Sergio Pérez     | Force India–Mercedes | 78   | +0:15,013        |                      |
| 8                 | 2         | 22 | Jenson Button    | McLaren–Honda        | 78   | +0:16,063        |                      |
| 9                 | 5         | 12 | Felipe Nasr      | Sauber–Ferrari       | 78   | +0:23,626        |                      |
| 10                | 10        | 55 | Carlos Sainz Jr. | Toro Rosso–Renault   | 78   | +0:25,056        |                      |
| 11                | Bez zmian | 27 | Nico Hülkenberg  | Force India–Mercedes | 78   | +0:26,232        |                      |
| 12                | 3         | 8  | Romain Grosjean  | Lotus–Mercedes       | 78   | +0:28,415        |                      |
| 13                | 4         | 9  | Marcus Ericsson  | Sauber–Ferrari       | 78   | +0:31,159        |                      |
| 14                | 2         | 77 | Valtteri Bottas  | Williams–Mercedes    | 78   | +0:45,789        |                      |
| 15                | 3         | 19 | Felipe Massa     | Williams–Mercedes    | 77   | +1 okr. (1 okr.) |                      |
| 16                | 3         | 98 | Roberto Merhi    | Marussia–Ferrari     | 76   | +2 okr. (18,508) |                      |
| 17                | 1         | 28 | Will Stevens     | Marussia–Ferrari     | 76   | +2 okr. (03,682) |                      |
| Niesklasyfikowani |           |    |                  |                      |      |                  |                      |
|                   |           | 33 | Max Verstappen   | Toro Rosso–Renault   | 62   | +16 okr.         | kolizja z Grosjeanem |
|                   |           | 14 | Fernando Alonso  | McLaren–Honda        | 41   | +37 okr.         | skrzynia biegów      |
|                   |           | 13 | Pastor Maldonado | Lotus–Mercedes       | 5    | +73 okr.         | hamulce              |
| P                 | + / –     | Nr | Kierowca         | Konstruktor          | Okr. | Czas / Strata    | Komentarz            |

### Najszybsze okrążenie
Źródło: Wyprzedź Mnie!
| Nr | Kierowca         | Konstruktor      | Czas     | Okr. |
| -- | ---------------- | ---------------- | -------- | ---- |
| 3  | Daniel Ricciardo | Red Bull–Renault | 1:18,063 | 74   |

## Prowadzenie w wyścigu
Źródło: Racing–Reference.info
| Nr                              | Kierowca       | Okrążenia | Suma |
| ------------------------------- | -------------- | --------- | ---- |
| 44                              | Lewis Hamilton | 1-64      | 64   |
| 6                               | Nico Rosberg   | 64-78     | 14   |
| \| Wykres \| \| ------ \| \| \| |                |           |      |
| Wykres                          |                |           |      |
|                                 |                |           |      |

## Klasyfikacja po zakończeniu wyścigu

### Kierowcy
| P                 | +/− | Kierowca         | Starty | Punkty | P1 | P2 | P3 | PP | NO | NS |
| ----------------- | --- | ---------------- | ------ | ------ | -- | -- | -- | -- | -- | -- |
| 1                 | 0   | Lewis Hamilton   | 6      | 126    | 3  | 2  | 1  | 5  | 3  | –  |
| 2                 | 0   | Nico Rosberg     | 6      | 116    | 2  | 2  | 2  | 1  | 1  | –  |
| 3                 | 0   | Sebastian Vettel | 6      | 98     | 1  | 1  | 3  | –  | –  | –  |
| 4                 | 0   | Kimi Räikkönen   | 6      | 60     | –  | 1  | –  | –  | 1  | 1  |
| 5                 | 0   | Valtteri Bottas  | 5      | 42     | –  | –  | –  | –  | –  | –  |
| 6                 | 0   | Felipe Massa     | 6      | 39     | –  | –  | –  | –  | –  | –  |
| 7                 | 0   | Daniel Ricciardo | 6      | 35     | –  | –  | –  | –  | 1  | –  |
| 8                 | +7  | Daniił Kwiat     | 5      | 17     | –  | –  | –  | –  | –  | 1  |
| 9                 | 0   | Felipe Nasr      | 6      | 16     | –  | –  | –  | –  | –  | –  |
| 10                | −2  | Romain Grosjean  | 6      | 16     | –  | –  | –  | –  | –  | 1  |
| 11                | +2  | Sergio Pérez     | 6      | 11     | –  | –  | –  | –  | –  | –  |
| 12                | −2  | Carlos Sainz Jr. | 6      | 9      | –  | –  | –  | –  | –  | 1  |
| 13                | −1  | Nico Hülkenberg  | 6      | 6      | –  | –  | –  | –  | –  | 1  |
| 14                | −3  | Max Verstappen   | 6      | 6      | –  | –  | –  | –  | –  | 3  |
| 15                | −1  | Marcus Ericsson  | 6      | 5      | –  | –  | –  | –  | –  | 1  |
| 16                | +1  | Jenson Button    | 5      | 4      | –  | –  | –  | –  | –  | 1  |
| 17                | −1  | Fernando Alonso  | 5      | 0      | –  | –  | –  | –  | –  | 3  |
| 18                | 0   | Roberto Merhi    | 5      | 0      | –  | –  | –  | –  | –  | –  |
| 19                | 0   | Will Stevens     | 4      | 0      | –  | –  | –  | –  | –  | –  |
| 20                | 0   | Pastor Maldonado | 6      | 0      | –  | –  | –  | –  | –  | 5  |
| Niesklasyfikowani |     |                  |        |        |    |    |    |    |    |    |
|                   |     | Kevin Magnussen  | –      | –      | –  | –  | –  | –  | –  | –  |
| P                 | +/− | Kierowca         | Starty | Punkty | P1 | P2 | P3 | PP | NO | NS |

### Konstruktorzy
| P  | +/− | Konstruktor             | Starty | Punkty | P1 | P2 | P3 | PP | NO | NS |
| -- | --- | ----------------------- | ------ | ------ | -- | -- | -- | -- | -- | -- |
| 1  | 0   | Mercedes                | 12     | 242    | 5  | 4  | 3  | 6  | 4  | –  |
| 2  | 0   | Ferrari                 | 12     | 158    | 1  | 2  | 3  | –  | 1  | 1  |
| 3  | 0   | Williams Mercedes       | 11     | 81     | –  | –  | –  | –  | –  | –  |
| 4  | 0   | Red Bull Racing Renault | 12     | 52     | –  | –  | –  | –  | 1  | 2  |
| 5  | 0   | Sauber Ferrari          | 12     | 21     | –  | –  | –  | –  | –  | 1  |
| 6  | +2  | Force India Mercedes    | 12     | 17     | –  | –  | –  | –  | –  | 1  |
| 7  | −1  | Lotus Mercedes          | 12     | 16     | –  | –  | –  | –  | –  | 6  |
| 8  | −1  | STR Renault             | 12     | 15     | –  | –  | –  | –  | –  | 4  |
| 9  | 0   | McLaren Honda           | 10     | 4      | –  | –  | –  | –  | –  | 4  |
| 10 | 0   | Marussia Ferrari        | 9      | 0      | –  | –  | –  | –  | –  | –  |
| P  | +/− | Konstruktor             | Starty | Punkty | P1 | P2 | P3 | PP | NO | NS |